# Offensive de Kharkiv (septembre 2022)
Pour les articles homonymes, voir Offensive de Kharkiv.
Front Nord de l'invasion russe de l'Ukraine
Batailles
Offensive de Kiev (Jytomyr, Kiev) : 
- 1re Hostomel
- Tchernobyl
- Ivankiv
- Kiev
- 2e Hostomel
- Vassylkiv
- Boutcha
- Irpin
  - Bombardement de réfugiés
- Jytomyr
- Mochtchoun
- Makariv
- Brovary

Offensive du Nord (Tchernihiv, Soumy) :
- Hloukhiv
- Slavoutytch
- Bombardements
- Soumy
- Trostianets
- Tchernihiv
- Okhtyrka
- Lebedyn
- Konotop
- Romny
- Desna
- Escarmouches frontalières

Russie  (Briansk, Belgorod) :
- Incursions en Russie occidentale
  - Oblast de Briansk
  - Oblasts de Belgorod et de Koursk
    - Incursions de 2024

  - Bombardement de Belgorod
- Oblast de Koursk (août 2024)

Campagne de l'Est (Donetsk, Louhansk, Kharkiv)
Kharkiv :
- 1re Kharkiv
  - Tchouhouïv
  - Bombardements : en février
  - en mars
  - en avril
  - du bâtiment administratif
- Izioum
- 2e Kharkiv
  - Balaklia
  - 1re Koupiansk
  - Chevtchenkove
- 3e Kharkiv

Nord du Donbass:
- Starobilsk
- Sloviansk
  - Dovhenke
  - 1re Lyman
  - Sviatohirsk
  - Bohorodychne et Krasnopillia
  - Bombardements : Bilohorivka
  - Kramatorsk
- Sievierodonetsk
  - Kreminna
  - Donets
  - Roubijné
  - Popasna
  - Tochkivka
  - Massacre
- Lyssytchansk
- 2e Kharkiv
  - Balaklia
  - 1re Koupiansk
  - Chevtchenkove
  - 2e Lyman
- Oblast de Louhansk
  - Ligne Svatove-Kreminna
  - Serebryansky
  - 2e Koupiansk

 Centre du Donbass:
- Horlivka
- Popasna
- Svitlodarsk
- Bakhmout
  - Soledar
- Siversk
- Tchassiv Iar
- Toretsk

Sud du Donbass :
- Volnovakha
- Marioupol
  - Bombardements : de l'hôpital
  - du théâtre
  - de l'école d'art
- Pisky
- Vouhledar
  - Pavlivka
- Marïnka
- Contre-offensive de 2023
- Avdiïvka
- Novomykhaïlivka
- Pokrovsk
  - Krasnohorivka
  - Toretsk
- Bombardements :
- Makiïvka
- Donetsk

Campagne du Sud (Mykolaïv, Kherson, Zaporijjia)
- 1re Kherson
- Odessa
- Melitopol
- Mykolaïv
  - Bombardements : à fragmentation
  - du bâtiment administratif
- 1re Berdiansk
- Zaporijjia
- Tchornobaïvka
- Enerhodar
- Voznessensk
- Houliaïpole
- Davydiv Brid
- 2e Berdiansk
- Nova Kakhovka
- 2e Kherson
  - Doudtchany
- Dniepr
- Tchoulakivka
- Contre-offensive de 2023
  - Robotyne

Frappes aériennes dans l'Ouest et le Centre de l'Ukraine
- Lviv (02/2022)
- Vinnytsia (03/2022)
- Yavoriv (03/2022)
- Deliatyne (03/2022)
- Dnipro

Guerre navale
- Île des Serpents (02/2022)
- Moskva (04/2022)

Attaques en Crimée
- Novofedorivka (08/2022)
- Djankoï (08/2022)
- Pont de Crimée (10/2022)
- Base navale de Sébastopol (10/2022)
- Pont de Crimée (07/2023)
- Base navale de Sébastopol (09/2023)

Débordement
- Aéroport de Millerovo
- Sabotages en Russie
- Attaques en Transnistrie
- Sabotage des gazoducs Nord Stream
- Terrain d'entraînement militaire de Soloti
- Explosions en Pologne
- Bases aériennes de Dyagilevo et Engels-2
- Base aérienne de Minsk-Matchoulichtchi
- Crise russo-moldave de 2023
  - Accusations de tentative de coup d'État en Moldavie
- Incident de drone de 2023 en mer Noire
- Rébellion du groupe Wagner

Massacres
- Tchernihiv
- Boutcha
- Borodianka
- Olenivka
- Izioum

L'offensive de Kharkiv est une opération militaire lancée le 6 septembre 2022 par les Forces armées ukrainiennes sur les territoires (alors occupés par la Russie) des régions de Kharkiv, de Donetsk et de Louhansk, dans le cadre de la campagne du nord de l'Ukraine.
Après le lancement, fin août, de la contre-offensive ukrainienne du sud de l'Ukraine à Kherson, les forces ukrainiennes lancent, début septembre, une contre-offensive simultanée dans l'oblast de Kharkiv, au nord-est du pays.
Au cours de l'opération dans cette région de Kharkiv, les forces ukrainiennes libèrent plus de 500 localités et 12 000 kilomètres carrés de territoire,. Selon un commentateur militaire russe, l'offensive est vécue comme une « catastrophe » et la « plus grande défaite militaire russe depuis 1943 ». Un expert militaire déclare que c'est la première fois depuis la Seconde Guerre mondiale que des unités russes entières sont perdues en une seule bataille, situation qui amène à des comparaisons généralisées avec une autre bataille historique menée à Izioum : la défaite soviétique de 1942 lors de la seconde bataille de Kharkov qui fit plus de 200 000 morts côté soviétique.

## Contexte
Les offensives russes au cours des premiers mois de l'invasion de l'Ukraine ont conquis de vastes pans de l'oblast de Kharkiv, en particulier les principaux centres logistiques d'Izioum et de Koupiansk,. Cependant, la majorité du territoire de l'oblast de Kharkiv est restée sous contrôle ukrainien, y compris la capitale. La région est soumise à des bombardements continus de roquettes, d'artillerie et d'armes à sous-munitions russes et ceci a persisté jusqu'en août 2022. Les forces ukrainiennes ont d'abord contenu les avancées russes vers Kharkiv puis lancé en mars et mai des contre-offensives pour les repousser vers la périphérie de la ville,.
À la suite de ce renversement de situation, les analystes militaires ukrainiens et occidentaux estiment que la Russie manquait de forces terrestres pour lancer une nouvelle offensive. Au cours des mois suivants, les lignes de bataille dans la région restent en grande partie statiques tandis que la ville de Kharkiv est soumise à de lourds bombardements par les forces russes, lesquels ont fait plus de mille morts, et ceci dans le but probable de forcer l'Ukraine à maintenir des forces dans la région.
En septembre 2022, Oleksandr Syrskyï, (précédemment chargé de la défense de Kyïv au début de l'invasion et qui s'était vu décerner la distinction de héros d'Ukraine pour son service) est nommé commandant des forces terrestres ukrainiennes dans l'oblast de Kharkiv. La contre-offensive est menée sous son commandement.

## Ordre de bataille

### Première phase (6 - 12 septembre)

#### Ukraine
Forces armées ukrainiennes :
- Armée de terre ukrainienne
  -  1re brigade spéciale
    -  518e bataillon[23]

  -  3e brigade de chars[24]
  -  4e brigade de chars
  -  10e brigade d'assaut de montagne
    - Groupe d'artillerie

  -  14e brigade mécanisée[25]
  -  15e brigade d'artillerie de reconnaissance[26]
  -  26e brigade d'artillerie[26]
  -  40e brigade d'artillerie[26]
  -  43e brigade d'artillerie[26]
  -  44e brigade d'artillerie[26]
  -  71e brigade de chasseurs[27]
  -  92e brigade mécanisée[28]
  -  93e brigade mécanisée
    - 20e bataillon motorisé
- Forces d'assaut aérien ukrainiennes
  -  25e brigade aéroportée[28]
  -  80e brigade d'assaut aérien[28]
  -  95e brigade d'assaut aérien
  -  132e bataillon de reconnaissance
- Force de défense territoriale
  -  103e brigade de défense territoriale[29]
  -  105e brigade de défense territoriale
  -  107e brigade de défense territoriale
  -  112e brigade de défense territoriale
  -  113e brigade de défense territoriale[27]
  -  Légion internationale
    -  1er bataillon de la légion internationale[30]
      - Compagnie Bravo
      -  Compagnie Bravo-2
- Forces d'opérations spéciales
  -  3e régiment des forces spéciales

 Ministère de l'Intérieur :
- Garde nationale de l'Ukraine
  -  3e brigade opérationnelle
  -  4e brigade de réaction rapide
  -  15e régiment de la Garde Nationale[29]
  - Bataillon Kulchitskyi

 Direction Général du renseignement :
- Régiment Kraken[31],[32]

 Corps des volontaires ukrainiens
- 2e Sotnya

#### Russie
Forces armées russes :
- Forces terrestres russes
  -  1re armée de chars de la Garde
    -  4e division de chars
      - 423e régiment de fusiliers motorisés
      - 12e régiment de chars de la Garde (détruit)[33]
      - 13e régiment de chars (détruit)[33]
      - 275e régiment d'artillerie automoteur

    -  2e division de fusiliers motorisés de la Garde
      - 1er régiment de fusiliers motorisés
      - 15e régiment de fusiliers motorisés
      - 1er régiment de chars de la Garde
      - 147e régiment d'artillerie automoteur

    - 47e division de chars
      - 26e régiment de chars

    -  27e brigade de fusiliers motorisés
    -  288e brigade d'artillerie

  -  2e corps d'armée de la Garde
    - 202e régiment de fusiliers de réserve

  - 11e corps d'armée
    - 18e division de fusiliers motorisés de la Garde

  -  20e armée de la Garde
    -  3e division de fusiliers motorisés
      - 237e régiment de chars
      - 245e régiment de fusiliers motorisés de la Garde
      - 252e régiment de fusiliers motorisés de la Garde
      - 752e régiment de fusiliers motorisés de la Garde
      - 99e régiment d'artillerie automoteur

    -  144e division de fusiliers motorisés de la Garde
      - 59e régiment de chars de la Garde
      - 254e régiment de fusiliers motorisés de la Garde
      - 488e régiment de fusiliers motorisés de la Garde (détruit)
      - 856e régiment d'artillerie automoteur

    - 236e brigade d'artillerie

  -  29e armée combinée
    -  36e brigade de fusiliers motorisés de la Garde

  -  36e armée combinée
    -  5e brigade de chars de la Garde
    -  37e brigade de fusiliers motorisés de la Garde

  -  41e armée combinée
    -  90e division de chars de la Garde
      - 6e régiment de chars de la Garde
      - 228e régiment de fusiliers motorisés
      - 239e régiment de chars de la Garde

  - BARS
    - BARS-9
- Forces aéroportées russes
  -  106e division aéroportée de la Garde
    -  137e régiment aéroporté de la Garde

  -  45e brigade Spetsnaz de la Garde

 GRU
- Spetsnaz du GRU
  -  14e brigade Spetsnaz de la Garde

### Seconde phase (19 septembre - 2 octobre)

#### Ukraine
Forces armées ukrainiennes :
- Armée de terre ukrainienne
  -  66e brigade mécanisée[34]
- Forces d'assaut aérien ukrainiennes
  -  25e brigade aéroportée
  -  80e brigade d'assaut aérien[28]
  -  81e brigade aéromobile[35]
  -  95e brigade d'assaut aérien
- Force de défense territoriale
  -  109e brigade de défense territoriale
    - 106e bataillon de défense territoriale[34]

 Ministère de l'Intérieur :
- Garde nationale de l'Ukraine
  -  Bataillon Kulchitskyi[36]
  -  Bataillon Dnipro-1[34]

 49e bataillon « Carpates Sitch »

#### Russie
Forces armées russes :
- Forces terrestres russes
  -  58e armée combinée
    -  19e division de fusiliers motorisés
      - 503e régiment de fusiliers motorisés de la Garde

  -  20e armée de la Garde
    -  3e division de fusiliers motorisés
      - 752e régiment de fusiliers motorisés de la Garde (détruit)
      - 99e régiment d'artillerie automoteur

  - BARS
    -  BARS-13
    -  BARS-16

 GRU
- 3e brigade Spetsnaz de la Garde

## Contre-offensive

### Préambule
Après des semaines de propagande ukrainienne sur l’imminence d'une contre-offensive dans le sud de l'Ukraine, la Russie redéploie des milliers de militaires dans l'oblast de Kherson, y compris des unités de contre-attaques (BTG de chars), laissant ses forces de Kharkiv considérablement affaiblies et vulnérables aux attaques,,. Le 29 août, l'Ukraine annonce une opération imminente dans le sud de l'Ukraine. Certains médias et analystes occidentaux considèrent l'offensive de Kherson comme authentique, mais aussi comme faisant partie de la plus grande campagne de désinformation de la guerre visant à détourner les forces russes de Kharkiv,. A la veille de la contre-offensive, la 80e brigade est discrètement repositionnée de la zone de Sloviansk vers Balaklia.
Un référendum visant à intégrer dans la Russie les zones occupées est prévu pour novembre, mais le 5 septembre 2022 (veille de la contre-offensive de Kharkiv), celui-ci est reporté à fin septembre en raison de problèmes de sécurité.
Au cours des semaines qui ont précédé le 6 septembre, l'arrivée de HIMARS américains (ainsi que d'autres armes) a changé la dynamique de la guerre. Les missiles, d'une portée de 70 km , ont permis aux forces ukrainiennes de frapper des bases, des installations, des infrastructures et des dépôts de munitions russes jusqu'à Koupiansk et Kivcharivka, affaiblissent alors davantage logistiques et approvisionnements russes ainsi que le moral des troupes.

### Première phase: contre-offensive ukrainienne dans l'oblast de Kharkiv (6-12 septembre 2022)

#### Percée ukrainienne (6 - 7 septembre 2022)

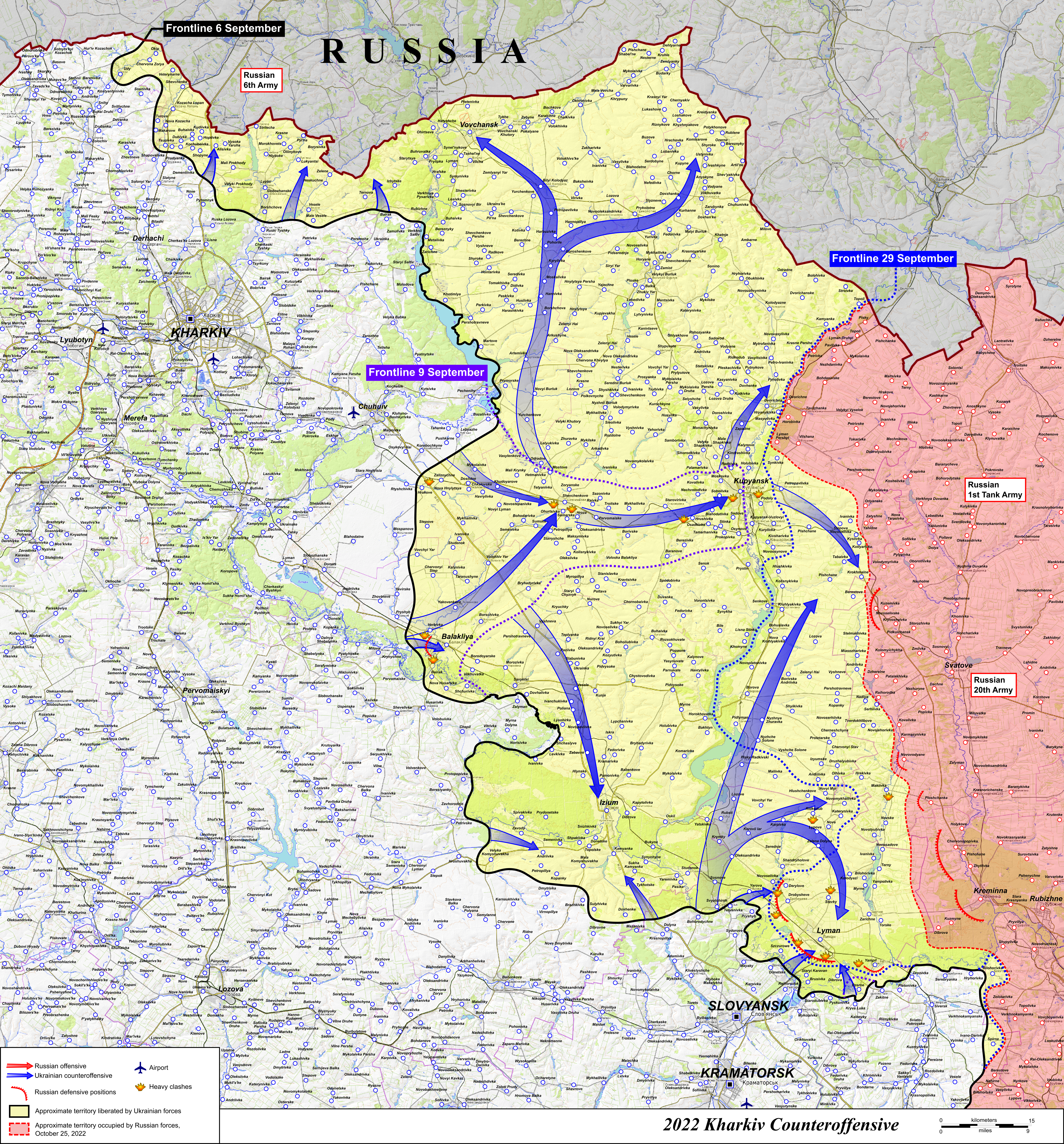
Carte montrant la contre-offensive.

Le 6 septembre 2022, les forces ukrainiennes lancent une contre-offensive dans la région de Kharkiv, prenant les forces russes par surprise,. Elles ont concentré quelques jours auparavant des forces au nord de Balaklia en préparation de la bataille qui sont constituées de la 4e brigade de chars, la 25e brigade aéroportée, 80e brigade d'assaut aérien et la 92e brigade mécanisée qui forment le fer de lance de l'opération et doivent percer les lignes russes. La stratégie consiste à éviter et contourner les zones urbaines telles que Balaklia, Chkaloske, Chevtchenkove pour s'enfoncer rapidement dans la profondeur.

Après une importante préparation d'artillerie, les 80e et 25e brigades, légèrement équipées et très mobiles, lancent l'offensive directement au nord-ouest de Balaklia en attaquant les positions faiblement défendues du 202e régiment du 2e corps d'armée. Les parachutistes ukrainiens parviennent à percer les défenses russes et libèrent Verbivka située à moins de trois kilomètres au nord-ouest de Balaklia. Les troupes ukrainiennes passent alors à l'offensive en direction de Balaklia, Volokhiv Yar, Chevtchenkove, Koupiansk et les districts Savyntsi et Kunye, situés à l'est de Balaklia. La 4e brigade de chars et la 92e brigade mécanisée s'engouffrent dans la brèche ouverte par les parachutistes et percent les lignes russes au-dessus de Balaklia progressant le long de la route T2110 qui mène à Chevtchenkove. Pendant ce temps, le régiment Kraken attaque Balaklia. Au même moment, la 71e brigade de chasseurs et le 10e bataillon de la 3e brigade de chars et le 518e bataillon de la 1re brigade spéciale attaquent au sud de la ville en remontant le long de la T2110,. A une trentaine de kilomètres plus au nord (à l'est de Tchouhouïv) la 14e brigade mécanisée et les 103e, 112e, 113e brigade de défense territoriale attaquent en direction du village de Chkaloske (tenu par la 36e brigade de fusiliers motorisés russe) afin de s'emparer de Chevtchenkove et parviennent à créer à leur tour une brêche dans la défense russe, au sud de Chkaloske. La dégradation rapide de la situation provoque la fuite de la 288e brigade d'artillerie qui laisse les positions russes sans couverture d'artillerie. Les lignes russes rompent rapidement. Les ukrainiens repoussent les forces russes sur la rive gauche des cours d'eau Donets et Serednya Balaklia. Plusieurs sources russes rapportent que les forces russes ont endommagé des ponts (non spécifiés) en périphérie est de Balaklia afin d'empêcher de nouvelles avancées ukrainiennes.

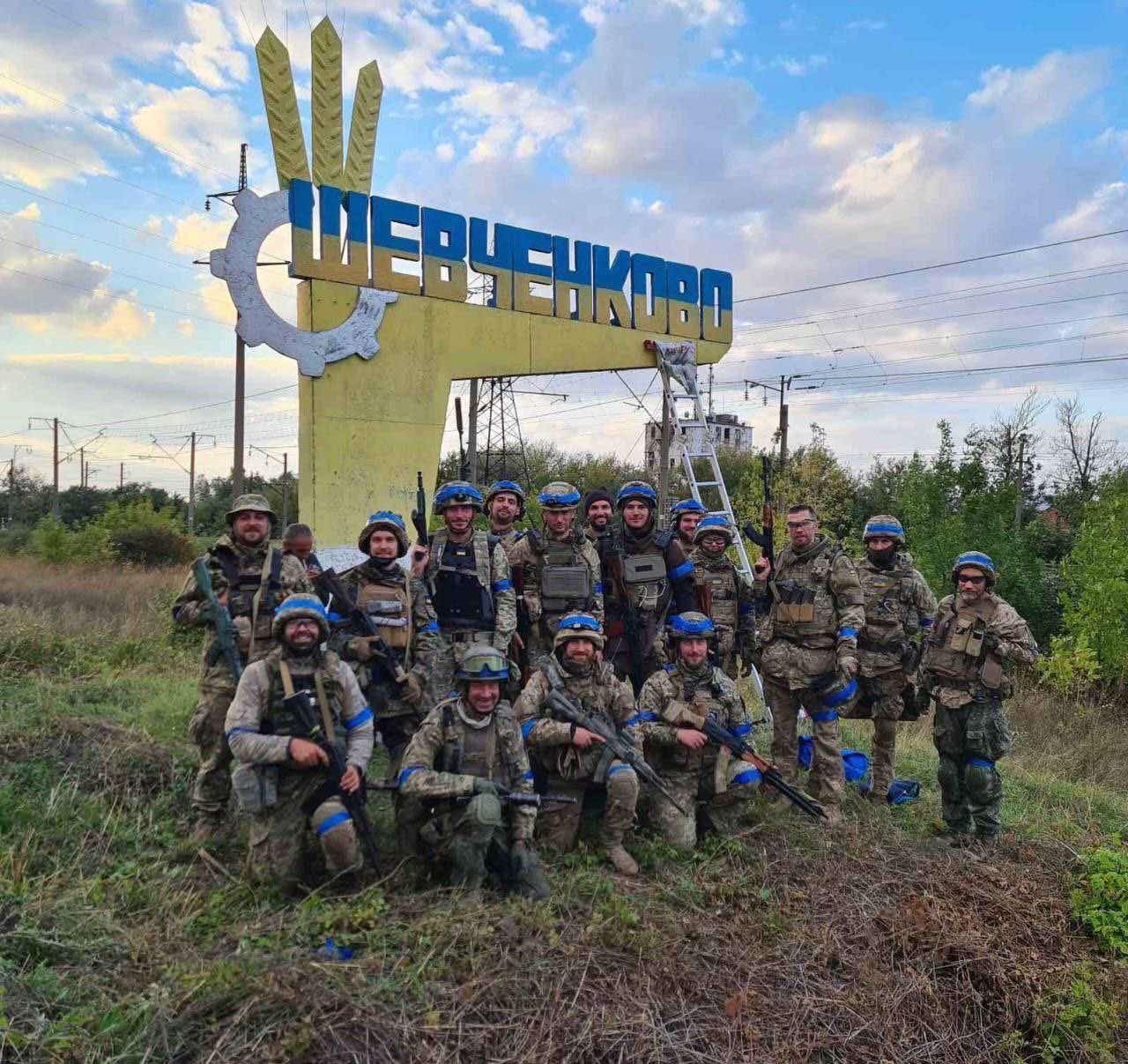
Des soldats de la Force de défense territoriale ukrainienne posant devant un panneau (indiquant la ville de Chevtchenkove libérée des Russes) fraîchement repeint aux couleurs ukrainiennes.

Selon des sources russes, sur cette ligne de contact les Ukrainiens sont opposés à des forces légèrement armées de la milice de la RPD, tandis que des sources ukrainiennes estimaient que les forces combattantes dans cette région étaient des soldats russes professionnels et non des conscrits du Donbass. Au soir du 6 septembre, les ukrainiens atteignent Volokhiv Yar, libérée par la 25e aéroportée. 
Le lendemain, les unités ukrainiennes poursuivent leur percée et avancent d'au moins vingt kilomètres dans le territoire (sous contrôle russe) vers Koupiansk et Izioum. La 92e brigade mécanisée, la 4e brigade de chars et la 80e progressent vers Koupiansk tandis que la 25e brigade aéroportée s'enfonce vers le sud vers Izioum. Au cours des deux premiers jours, les ukrainiens reprennent quelque 400 km2 de territoire et atteignent des positions au nord-est d'Izioum. Des sources russes affirment que ce succès est probablement la conséquence de la relocalisation des forces russes à Kherson en réponse à l'offensive ukrainienne dans le sud du pays. Le régiment Kraken, appuyé par un bataillon de la 3e brigade de chars, pénètre dans Balaklia et repousse les unités de la Rosgvardia. Le lieutenant-colonel Denis Lazutin, commandant de l'unité OMON, est tué au combat le même jour. L'aviation russe tente de sauver les forces terrestres, mais face à la grande mobilité des troupes ukrainiennes rend les frappes inefficaces. Un MI-24 russe est abattu par des hommes de la 80e brigade à l'aide d'un MANPADS.

#### Effondrement des lignes russes (8 - 10 septembre)

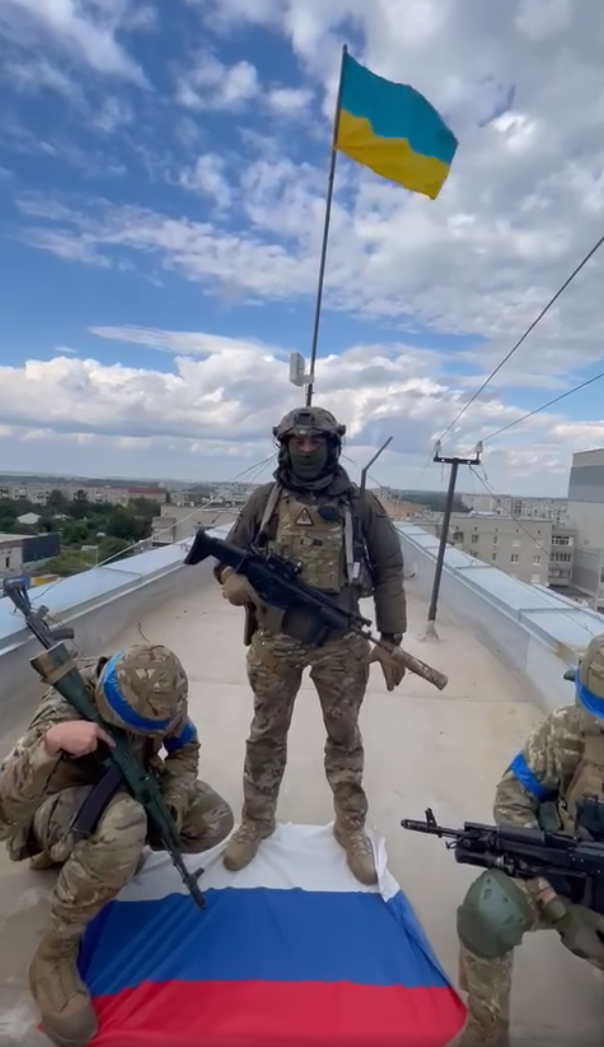
Soldats ukrainiens à Balaklia (8 septembre).

Le 8 septembre, les troupes ukrainiennes ont avancé profondément, de l'ordre de 50 kilomètres, dans les positions défensives russes au nord d'Izioum. Les dernières unités SOBR des forces de la Garde nationale russe perdent le contrôle de Balaklia face au Régiment Kraken et battent en retraite,. Près de la ville, les forces ukrainiennes ont repris la plus grande base de stockage de munitions de la Direction centrale des roquettes et de l'artillerie des forces armées ukrainiennes. Les forces ukrainiennes ont également repris le contrôle de plus de 20 localités. L'avancée est rapide: les unités très mobiles de la 25e brigade aéroportée, de la 80e brigade d'assaut et de la 92e brigade mécanisée s'enfoncent profondément dans les lignes russes en direction de la rivière Oskol (vers Koupiansk, Izyum et Senkove) tandis que, plus au nord, la 113e brigade libère Chevtchenkove. Le même jour, les médias ukrainiens rapportent qu'un officier russe de haut rang a été capturé par les forces ukrainiennes sur le front de Kharkiv.
Sur la base des images, l'homme serait le lieutenant-général Andreï Sytchevoï, commandant du district militaire ouest des forces armées russes. L'état-major russe tente de déployer en renfort le tout nouveau 3e corps d'armée. Sans expérience préalable du combat et arrivant trop tard, l'unité ne peut retenir l'avancée ukrainienne et subit de lourdes pertes. 
Le 9 septembre, l'Ukraine avance de près de cinquante kilomètres et reprenant plus de 1 000 km2 de territoire. Cette avancée place les forces ukrainiennes à environ 44 kilomètres au nord-ouest d'Izioum (la principale base logistique de la Russie dans la région), une avancée inédite depuis le retrait russe de Kiev au début de la guerre. La 14e brigade mécanisée capture Chkaloske, tandis que la 36e brigade et la 144e division de fusiliers motorisés russes battent en retraite. Le même jour, le 20e bataillon de la 93e brigade mécanisée libère Vesele encerclant le 1er bataillon du 137e régiment aéroporté (qui n'a pas pu se retirer à temps) à Savyntsi. Durant la bataille, le lieutenant-colonel Pavel Krivov, commandant du bataillon, est tué. La 80e brigade, qui a atteint l'Oskol, poursuit en direction du sud vers Izioum afin de capturer le pont d'Horokhovatka et couper les unités russes encore présentes à l'ouest et dans Izioum. L'administration soutenue par la Russie ordonne « l'évacuation » des populations d'Izioum, Koupiansk et Velykyï Bourlouk. Plus tard dans la journée, les forces ukrainiennes atteignent Koupiansk, une plaque tournante de transit vitale à la jonction de plusieurs des principales lignes de chemin de fer approvisionnant les troupes russes au front. L'Institut pour l'étude de la guerre pensait alors que Koupiansk tombera probablement dans les 72 prochaines heures. En réponse à l'avancée ukrainienne, des unités de réserve russes sont envoyées en renfort à la fois à Koupiansk et à Izioum. En fin de journée, les 14e et 92e mécanisée, le régiment Kraken atteignent Koupiansk et commence à pilonner la garnison de la ville.

#### Retrait russe de l'oblast de Kharkiv à l'ouest de l'Oskol et libération d'Izioum (10 au 12 septembre)
Le 10 septembre, les ukrainiens conquièrent la moitié de Koupiansk à l'ouest de l'Oskil tandis que la 25e aéroportée pénètre dans Izioum. La Russie entame alors un retrait de ses troupes encore présente à l'ouest de l'Oskil afin d'éviter leur encerclement par le nord. L'information tombe le 10 septembre lors d'un événement que le Washington Post décrit comme une « déroute époustouflante ». Les deux villes sont reprises par les forces ukrainiennes, qui auraient aussi avancé vers Lyman,. Une conseillère du chef du conseil régional de Kharkiv, Natalia Popova, publie sur Facebook des photos de soldats tenant un drapeau ukrainien devant la mairie de Koupiansk. Les responsables ukrainiens de la sécurité et de la police se sont rendus dans les localités reprises afin de vérifier l'identité de ceux qui ont vécu sous l'occupation russe. Plus tard dans la journée, le gouverneur de l'oblast de Louhansk, Serhiy Haidaï, affirme que les soldats ukrainiens ont avancé dans la périphérie de Lyssytchansk, tandis que les partisans ukrainiens auraient réussi à reprendre des parties de Kreminna. Selon le New York Times, « la chute de la ville stratégiquement importante d'Izioum, dans l'est de l'Ukraine, est le coup le plus dévastateur pour la Russie depuis sa retraite humiliante de Kiev ». Le porte-parole du ministère russe de la Défense, Igor Konachenkov, répond à ces développements en affirmant que les forces russes dans la région de Balakliya et Izioum se « regroupent » dans la région de Donetsk « afin d'atteindre les objectifs déclarés de l'opération militaire spéciale de libération du Donbass ». Le président ukrainien Zelensky déclare : « L'armée russe fait ces jours-ci la meilleure démonstration qu'elle puisse faire : montrer ses arrières. Et, bien sûr, c'est une bonne décision pour eux de courir » et ajoute la prise de 2 000 km2 de territoire depuis le début de la contre-offensive.

Le 11 septembre, Newsweek rapporte que « les forces ukrainiennes ont pénétré les lignes russes jusqu'à une profondeur de 70 kilomètres à certains endroits et ont repris plus de 3 000 kilomètres carrés de territoire depuis le 6 septembre ». Des informations, parvenues d'Objectiv.tv, indiquent que les troupes russes se sont retirées de Kozatcha Lopan et que les habitants ont hissé le drapeau ukrainien à côté de la mairie. Une carte utilisée le même jour lors du briefing du ministère de la Défense de la fédération de Russie  russe de la défense confirme un retrait russe à Kozachya Lopan ainsi qu'à Vovtchansk et d'autres localités à la frontière entre l'Ukraine et la Russie. Velykyï Bourlouk est également reprise.

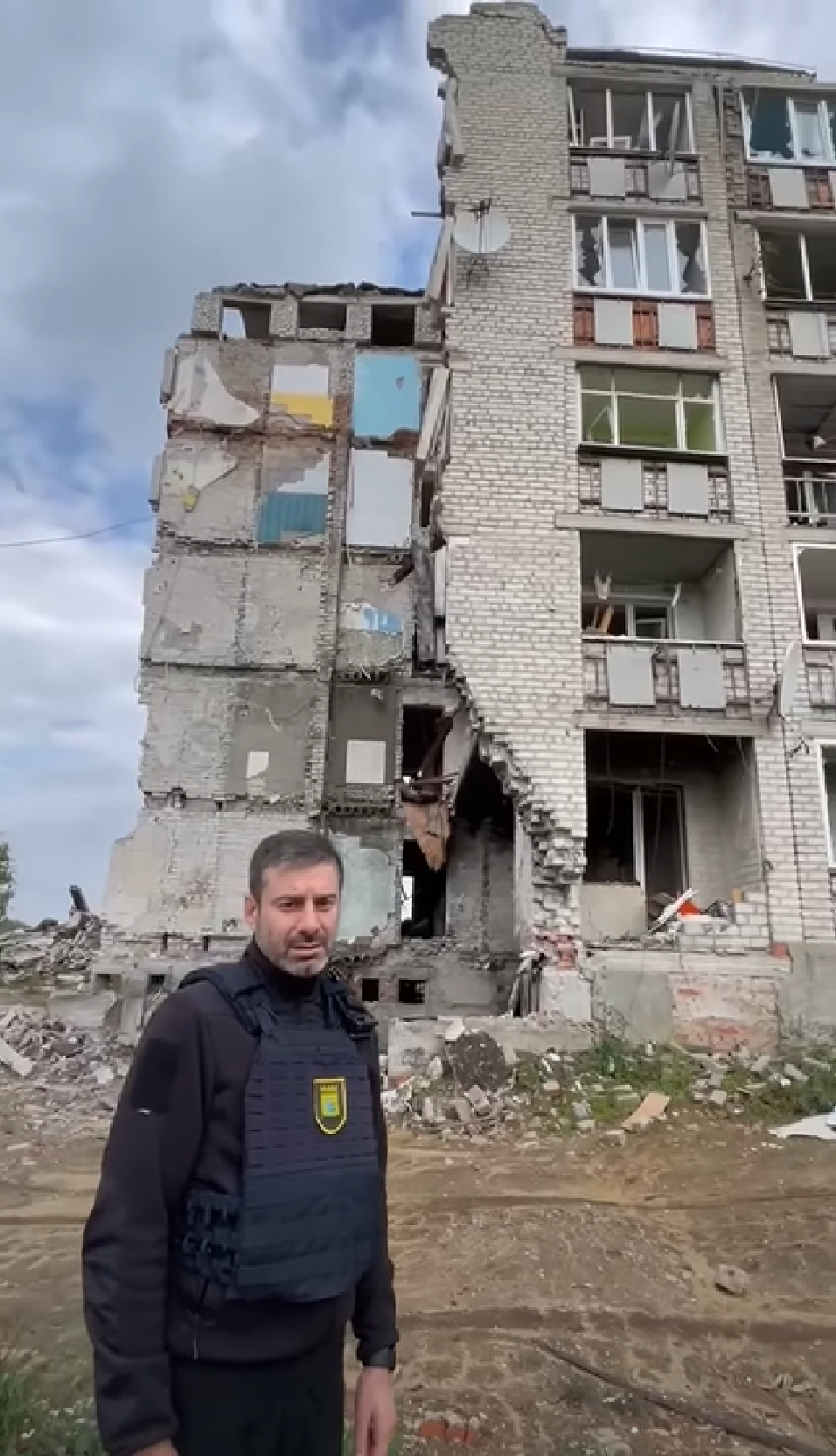
Les troupes ukrainiennes inspectent des bâtiments après la libération d'Izioum, 17 septembre 2022.

Dans l'après-midi du 11 septembre, le ministère de la Défense de la fédération de Russie annonce le retrait officiel des forces russes de la quasi-totalité de l'oblast de Kharkiv. Le ministère « annonce qu'une opération de compression et de transfert de troupes est en cours ». À 20 h 6 ce jour-là, des sites ukrainiens d'infrastructures critiques (dont Kharkiv TEC-5) sont touchés par des missiles de croisière Kalibr. L'attaque laisse les oblasts de Poltava, Soumy, Kharkiv, Dnipropetrovsk, Odessa (partiellement) et Donetsk sans électricité,. Pendant ce temps, les affrontements entre attaquants ukrainiens et défenseurs russes se poursuivent à Lyman. Les forces ukrainiennes auraient également pris Bilohorivka.
Le 12 septembre, selon le résumé de l'état-major général des forces armées ukrainiennes, les forces de défense ukrainiennes ont chassé les troupes russes de plus de 20 localités, en particulier les villages de Velykyï Bourlouk et Dvoritchna dans l'oblast de Kharkiv. Le chef de l'autorité d'occupation de Kharkiv, Vitaly Gantchev, déclare à la télévision russe (Rossiya-24) que les forces ukrainiennes sont « 8 fois plus nombreuses que les forces russes ». Le passage frontalier vers la Russie à Belgorod a été fermé après l'évacuation de quelque 5 000 civils.
L'intégralité de l'oblast de Kharkiv (occupé à l'ouest de la rivière Oskol) est reprise par les ukrainiens le 13 septembre, les médias d'État affirmant que ses troupes sont entrées à Vovtchansk.

#### Avancée sur l'Oskil
Dans la matinée du 11 septembre, le gouverneur ukrainien de l'oblast de Louhansk, Serhiy Haidaï, affirme que les forces russes ont pour la plupart quitté Starobilsk. Dans le même message, il ajoute que les autorités d'occupation russes quittent également les villes annexées par les prorusses en 2014,,.
Le 12 septembre, les forces ukrainiennes libèrent Sviatohirsk (que les forces russes ont conquis en juin 2022) et se rapprochent de la limite administrative entre les oblasts de Kharkiv et de Donetsk ainsi que de Lyman ( ville ferroviaire stratégique de l'oblast de Donetsk conquise par les forces russes fin mai 2022 après une bataille acharnée).
Les informations selon lesquelles l'armée russe quitte les zones qu'elle contrôlait auparavant dans l'oblast de Louhansk sortent le 12 septembre, parallèlement à un retrait de la ville de Svatove.

Le 12 septembre, selon le président Zelensky, les forces ukrainiennes ont repris un total de 6 000 km2 de territoire aux forces russes, tant au sud qu'à l'est. Le 13 septembre, lors d'une allocution nocturne, il annonce la reprise de 2 000 km2 supplémentaires. Selon le Renseignement d'origine sources ouvertes Oryxspioenkop (OSINT), la Russie a perdu (détruits, endommagés ou saisis) au moins 338 pièces d'artillerie, plusieurs avions de combat, chars et camions.

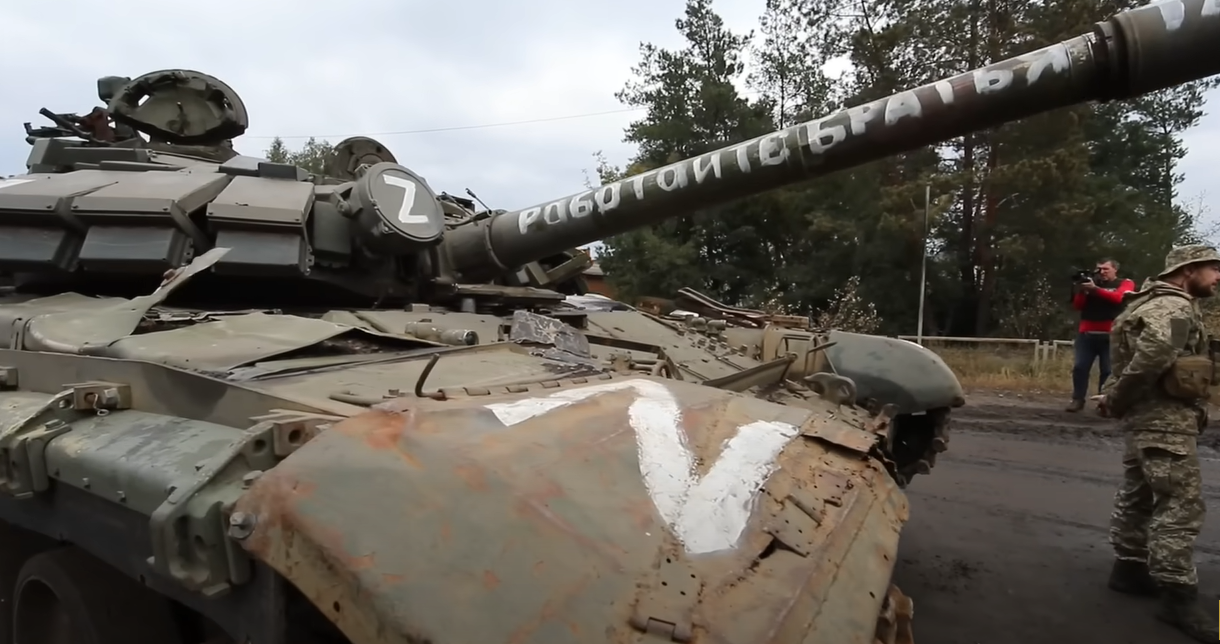
Chars abandonnés par l'armée russe lors de sa retraite d'Izioum.

Malgré l'intention de la Russie de maintenir le front le long de l'Oskil, les forces ukrainiennes avaient déjà, et dès le 13 septembre , traversé la rivière à plusieurs endroits. Vers le 13 septembre, les forces ukrainiennes la traversent près de Borova.
Le 15 septembre, certaines sources russes affirment que les forces ukrainiennes ont installé des positions d'artillerie à Hryanykivka, en face de Dvoritchna sur la rive est de l'Oskil. Le même jour, les forces ukrainiennes ont repris Sosnove dans l'oblast de Donetsk et forcé les forces russes à se retirer de Studenok (un village de l'oblast de Kharkiv et situé au sud-est d'Izioum) pour éviter l'encerclement.
Le 16 septembre, les forces ukrainiennes ont pris Koupiansk-Vouzlovyï, du côté est de la rivière et en face de Koupiansk, ainsi que la partie orientale de Koupiansk, établissant une autre tête de pont sur la rivière Oskil. Cette situation menace davantage les lignes d'approvisionnement russes dans le nord de l'oblast de Louhansk, et met en péril les opérations russes dans le reste du Donbass.
Le 18 septembre, l'armée ukrainienne déclare avoir traversé et contrôler la rive gauche (côté est) de l'Oskil. Le 19 septembre, est confirmée l'information concernant la libération de la commune de Bilohorivka. Il s'agit là d'un gain significatif car ce territoire fait partie de l'oblast de Louhansk. Dès lors, cela signifie que la Russie ne peut revendiquer le contrôle total de la région.
Le 22 septembre, les forces ukrainiennes reprennent du terrain à l'est de Dvorichna et se battent à Tavilzhanka qui demeure toujours disputée. En effet, étant donné que Tavilzhanka se trouve juste à l'est d'une autre localité, Hrianykivka, et que cette dernière a déjà été libérée par les forces ukrainiennes le 15 septembre (lorsque l'Ukraine y a installé des positions d'artillerie) , cela est donc « conforme aux rapports précédents sur les efforts ukrainiens continus pour pénétrer les lignes défensives russes actuelles qui longent la rivière Oskol et poussent vers l'est ».

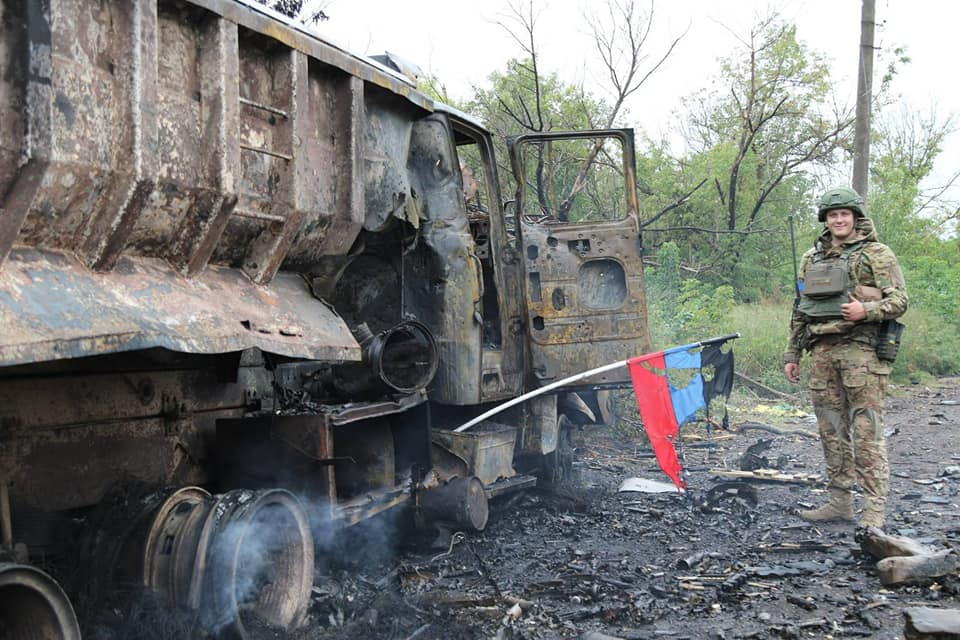
Soldat ukrainien posant à côté d'un véhicule détruit des forces de la RPD, le 23 septembre 2022.

Le lendemain, les Forces armées ukrainiennes ont libéré le village de Iatskivka dans la région de Donetsk, selon Oleksii Hromov, chef adjoint de la direction des opérations de l'état-major des forces armées ukrainiennes.
Le 24 septembre, les forces ukrainiennes ont libéré Horobivka, qui se trouve à l'est de Hrianykivka (et également du côté est de l'Oskol). En outre, les forces ukrainiennes ont libéré Petropavlivka située à 7 km à l'est de Koupiansk et non loin de Koupiansk-Vouzlovyï (et également du côté est de la rivière Oskil). Étant donné que deux autres localités, soit Kucherivka et Podoly, sont prises en sandwich entre Koupiansk-Vouzlovyï et Petropavlivka, il est donc très probable que les forces ukrainiennes en aient libéré au moins une avant le 24 septembre.
Le 25 septembre, les forces ukrainiennes contrôlent probablement Maliïvka, une localité au nord de la frontière Kharkiv-Donetsk et à l'est de Pisky-Radkivski, au milieu de la seconde bataille de Lyman en cours. Le 26 septembre, une grande partie du district de Koupiansk a été reprise par l'Ukraine.
Le 27 septembre, d'autres gains supplémentaires sont signalés à l'est de l'Oskil avec l'entrée des forces ukrainiennes dans les villes de Lidkodub et Korovyi Yar.
Le 28 septembre, les troupes ukrainiennes hissent des drapeaux ukrainiens au-dessus de Kivcharivka, située à environ 10 km au sud-est de Koupiansk. Selon un éminent correspondant militaire russe, toutes les unités russes se sont retirées de Koupiansk, bien qu'un doute subsiste concernant le lieu (ou les lieux) où ces unités ont été redéployées.
Le 1er octobre, les troupes ukrainiennes hissent le drapeau ukrainien à l'entrée de la ville de Lyman, piégeant dans une poche environ 5 000 soldats russes,. La Russie confirme plus tard avoir perdu le contrôle de Lyman dans l'après-midi,. Ces avancées surviennent un jour après l'annexion russe du sud et de l'est de l'Ukraine. Le lendemain, les troupes ukrainiennes ont repris Dibrova, dans l'oblast de Louhansk.
L'occupation russe de l'oblast de Kharkiv prend fin le 3 octobre 2022 lorsque les dernières forces russes fuient les localités de Nyzhche Solone, Pidlyman, Nyzhnya Zhuravka, Borova et Shyikivka, permettant ainsi aux autorités ukrainiennes de reprendre le contrôle du reste de l'oblast de Kharkiv qui était encore occupé par la Russie,. Des images géolocalisées montrent des troupes ukrainiennes à Borova et Shyikivka, toutes deux situées à moins de 35 km à l'ouest de Svatove. Cela est par la suite confirmé par le conseil municipal de Borova ainsi que par divers blogueurs russes. Des sources ukrainiennes ont en outre signalé la reprise (par les troupes ukrainiennes) des villes d'Izyumske et de Druzhelyubivka, situées à environ 25 km au sud-ouest de Svatove. L'autoroute Kreminna-Svatove serait sous contrôle ukrainien, bien que selon l'Institut pour l'étude de la guerre, celle-ci demeure toujours sous contrôle russe depuis le 4 octobre.
Le 9 octobre, l'Ukraine signale la reprise de sept autres villages du raïon de Svatove : Novoliubivka, Novoyehorivka, Nevske et Grekivka (situés dans la communauté territoriale de Krasnoritchenske); Nadiya, Andriïvka et Stelmakhivka (situés dans la communauté territoriale de Kolomyitchykha).

### Seconde phase (19 septembre - 2 octobre 2022)
À la suite de la « contre-offensive éclair » de l'armée ukrainienne tout au long du mois de septembre, les forces russes se sont retirées à Lyman, une grande ville de l'oblast de Donetsk, comportant des lignes d'approvisionnement russes critiques. Selon le ministère britannique de la Défense, « l'importance opérationnelle de Lyman est due à son positionnement stratégique et son commandement sur une route principale traversant le Donets, derrière laquelle la Russie a tenté de consolider ses défenses ». Le 26 septembre, le New York Times fait état d'un bras de fer entre la ville de Lyman, détenue par la Russie, et la ville de Bakhmout, détenue par l'Ukraine. À l'approche de l'hiver susceptible de bloquer le front, Lyman sera peut-être la bataille qui décidera l'avenir du théâtre oriental du conflit.

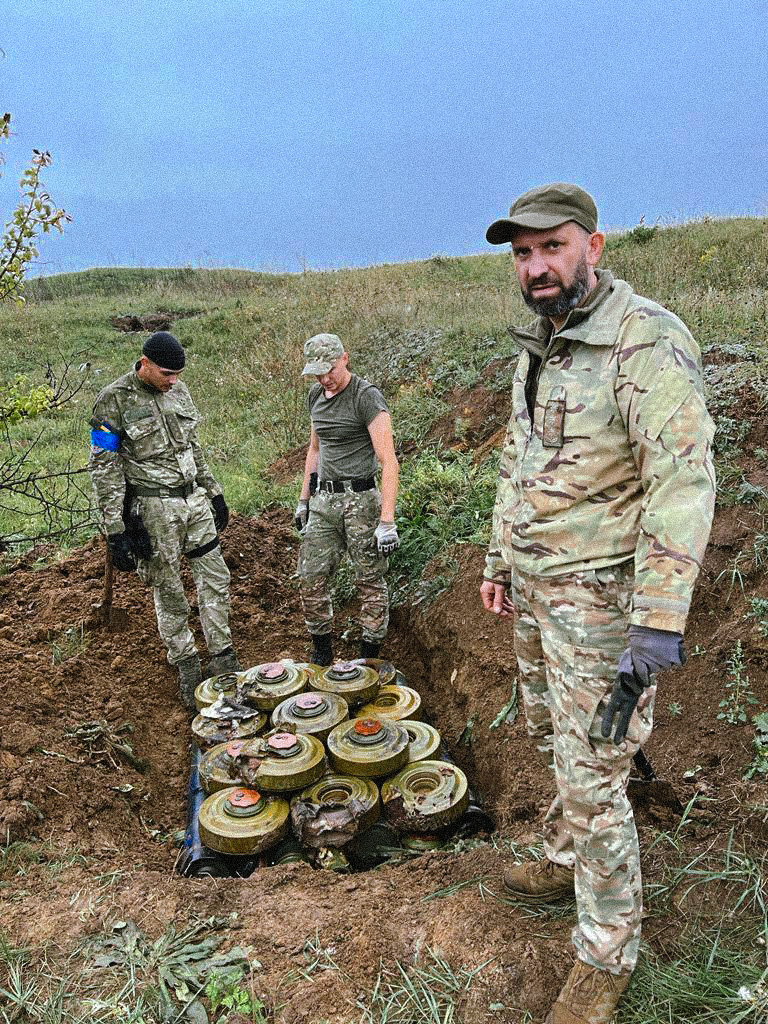
Opérations de déminage dans l'oblast de Kharkiv le 28 septembre 2022.

Le 28 septembre, les forces ukrainiennes sont entrées dans la ville de Novoselivka avec une vidéo géolocalisée sur les réseaux sociaux montrant des troupes y hissant le drapeau ukrainien. La ville se trouve dans la région de Donetsk, à environ 12 km au nord-ouest de Lyman.
Le 30 septembre, les forces ukrainiennes libèrent Yampil, un village clé à 8 km au sud-est de Lyman. Selon une chaîne de Telegram pro-russe, « les forces armées ukrainiennes ont réussi à briser les lignes défensives russes et forcer la plupart des troupes à se retirer de la ville de Lyman »,. Les troupes ukrainiennes ont également capturé la ville de Drobysheve, à 10 km au nord-ouest de Lyman. Toutes ces attaques ont pour but d'encercler le gros des troupes russes stationnés dans la ville de Lyman.

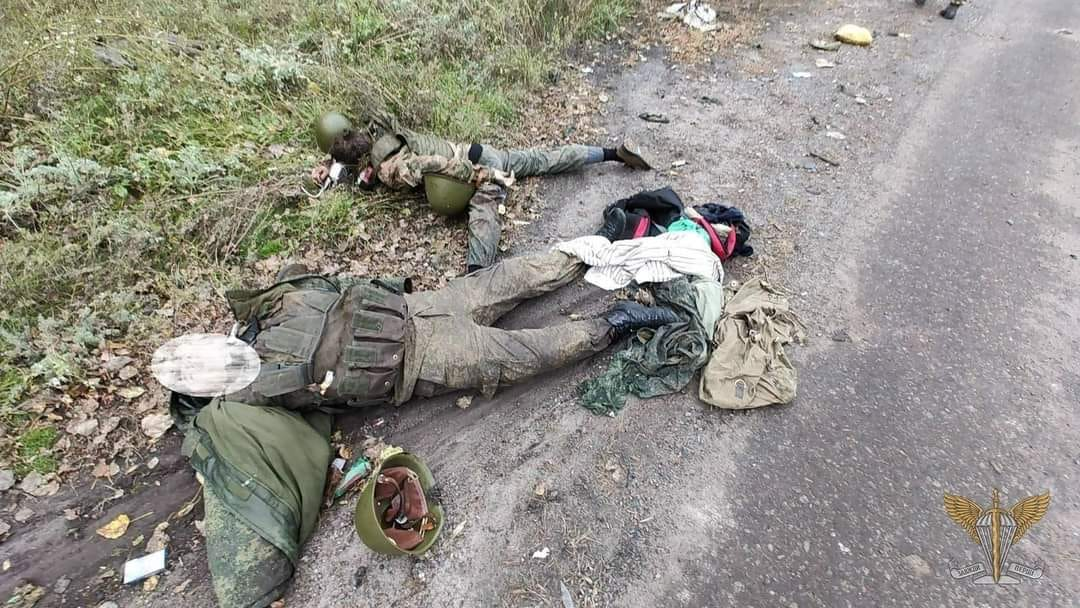
Soldats russes morts au combat lors de la retraite de Lyman, le 1er octobre 2022.

Le 1er octobre, les troupes ukrainiennes hissent le drapeau ukrainien à l'entrée de la ville, piégeant dans une poche d'environ 5 000 soldats russes,. Selon Serhii Cherevatyi, porte-parole des forces orientales de l'Ukraine, les forces russes ont été encerclées. Les forces ukrainiennes pénètrent dans la ville et, selon le Guardian, Lyman s'avère être « une déroute sanglante » pour l'adversaire. Les officiers russes refusent toute reddition, provoquant une fuite désorganisée de leurs troupes. La ville est considérablement endommagée pendant l'occupation russe, seuls quelques centaines d'habitants sont restés sur place sur 27 000 qui y vivaient avant la guerre. La Russie confirme plus tard avoir perdu le contrôle de Lyman dans l'après-midi,. Les estimations des pertes pendant la bataille ne sont pas claires, mais les journalistes de l'Associated Press notent qu'au moins 18 corps de soldats russes jonchent toujours les rues le 3 octobre.
Ces avancées surviennent un jour après l'annexion russe du sud et de l'est de l'Ukraine.

## Conséquences de la première phase

### Fosses communes et preuves de torture
Après la libération de la région de l'occupation russe, des chambres de torture sont découvertes par les autorités ukrainiennes, créées par les troupes russes pendant leur contrôle de la région, notamment dans les villages de Balaklia et Kozatcha Lopan. Le président ukrainien Volodymyr Zelensky déclare que plus de dix chambres de ce type, ainsi que des fosses communes, ont été dénombrées dans la région de Kharkiv libérée par les troupes ukrainiennes,,.
Lors de leurs entrées dans les villes de Balaklia et d'Izioum, les forces ukrainiennes localisent de nombreux endroits de détention, de torture ou d'exécution menées par les forces d'occupation russes. Les forces russes auraient également enlevé sept étudiants sri-lankais. Le nombre de morts parmi les civils (résultant du siège initial et de l'occupation qui suivra) est estimé à 1 000. Après la libération, des témoins ont décrit des habitants détenus, enlevés, torturés et exécutés par les forces occupantes. Ces dires seront confirmés par la découverte d’un certain nombre de lieux de sépulture.
L'exhumation des corps des charniers d'Izioum enterrés au cimetière de Pishanske débute le 15 septembre, la plupart d'entre eux s'avèrent être des civils. Certains corps de civils et de soldats portent des traces de torture, ont les mains liées et une corde autour du cou, suggérant qu'ils n'ont pas été tués au combat ou par un bombardement, mais exécutés en tant que prisonniers. Le porte-parole du Kremlin, Dmitri Peskov, parle d'un « mensonge ». Cependant, des images satellite publiées par Maxar confirment la présence de charniers avant la contre-offensive ukrainienne,. Au total, dix sites de torture et d'exécution ont été découverts dans la ville d'Izioum.

### Décorations militaires

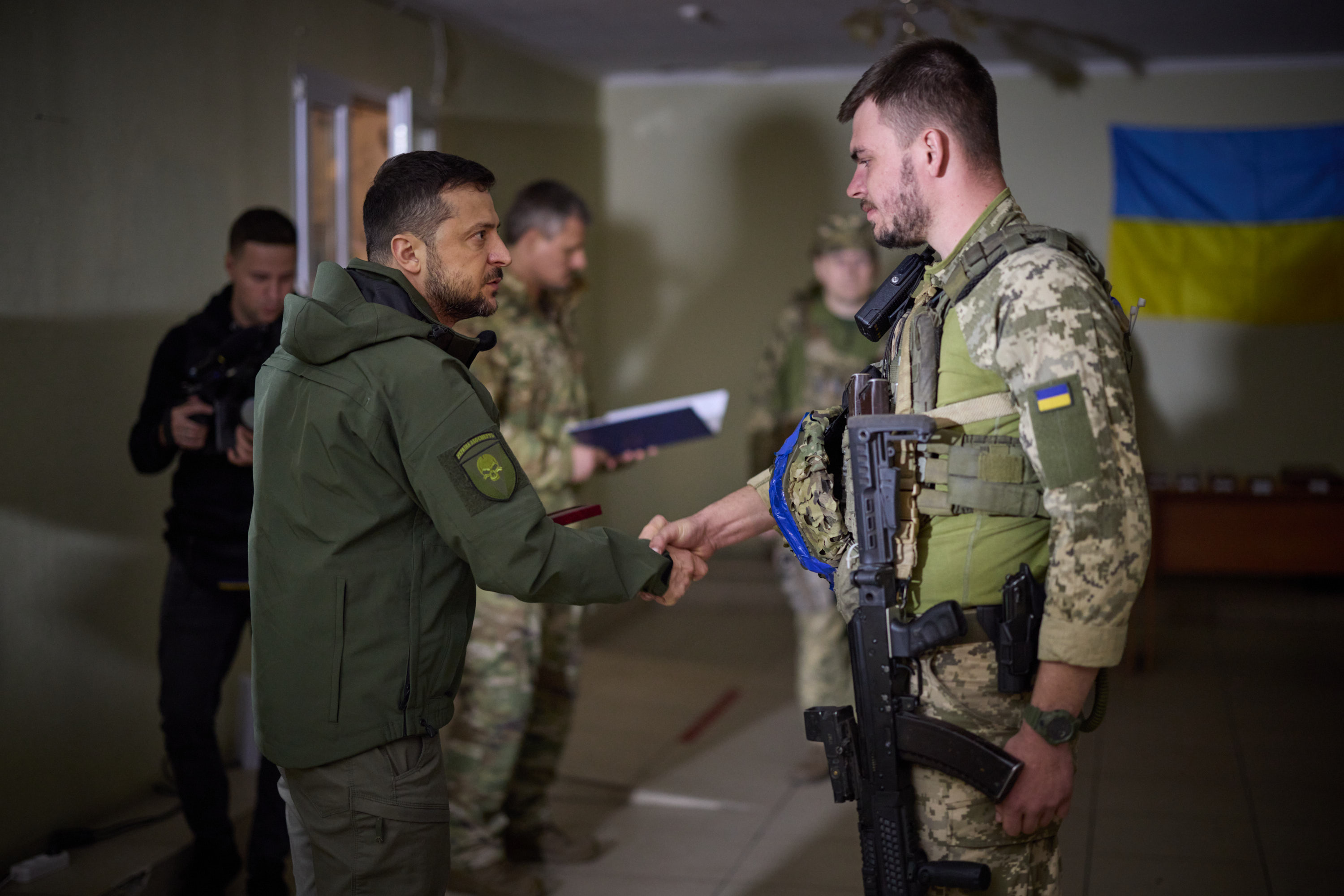
À gauche, le président Zelensky récompense un soldat près de la ligne de front dans l'oblast de Kharkiv le 14 septembre 2022.

Le 15 septembre, le président Zelensky s'est rendu dans la ville d'Izioum et a décoré les soldats ayant participé à l'opération. Dans son allocution quotidienne, il nomme les unités ayant libéré la ville : les 14e, 92e brigades mécanisées, la 25e brigade aéroportée, la 80e brigade d'assaut aérien, la 107e brigade d'artillerie de roquettes, les 26e, 40e, 43e, 44e brigades d'artillerie, la 15e brigade d'artillerie de reconnaissance et la direction principale du renseignement.

### Effets sur les référendums russes
Le 12 septembre, Meduza rapporte que, selon deux sources proches du Kremlin, les référendums d'annexion de 2022 en Ukraine occupée ont été reportés sine die, après un report antérieur du 11 septembre au 4 novembre. Cependant, les contre-offensives à Kherson et Kharkiv ont finalement avancé les référendums d'annexion, que les responsables russes ont reportés de novembre à fin septembre 2022.

### Pertes russes
Le ministère de la Défense britannique indique que « les forces russes qui se sont retirées de l'oblast de Kharkiv sont des éléments de la 1re armée blindée de la Garde, qui fait partie de la région militaire ouest, basée à Odintsovo, ville de l'oblast de Moscou. Cette unité, qui a subi de lourdes pertes dans la phase initiale de la guerre, n’a pas pu être entièrement reconstituée avant la contre-offensive ukrainienne à Kharkiv ». Le site 'WarSpotting' qui recense les pertes en équipement par unité à partir de sources ouvertes et des marquages (lorsque cela est possible), a identifié au moins 62 blindés et véhicules perdus dans la 2e division de fusiliers motorisés, au moins 50 dans la 4e division de chars de la Gardeet 18 dans la 27e brigade de fusiliers motorisés. Les 12e et 13e régiment de chars de la Garde de la 4e division, déjà très durement touchés après les batailles de Soumy et Trostianets, auraient été intégralement détruits. La majorité des blindés, y compris les chars T-80U de la 4e division ont été saisis intacts par l'armée ukrainienne, les soldats s'étant tout simplement enfuis au moment de l'écroulement du front. La  1re armée blindée de la Garde est l'une des plus prestigieuses des armées russes. Affectée à la défense de Moscou, elle est destinée à mener des contre-attaques en cas de guerre avec l'OTAN. N'étant plus opérationnelle après cette défaite, la 1re armée a été envoyée en Biélorussie afin d'être reconstituée. Le 1er régiment de chars de la 2e division n'a toujours pas été vu au front depuis.

## Conséquences de la seconde phase
Le 2 octobre, les troupes ukrainiennes reprennent Dibrova dans l'oblast de Louhansk et le 5 octobre, des images montrent les troupes ukrainiennes devant le panneau d'entrée de Hrekivka et de Makiïvka, à 20 km au sud-ouest de Svatove. Ce sont les premiers villages à être libérés de la région de Louhansk.
Le 3 octobre, certaines sources ukrainiennes affirment que les forces russes ont fui les localités de Nyzhe Zolone, Pidlyman, Nyznya Zhuravka, Borova et Shyikivka dans l'oblast de Kharkiv, et que les autorités ukrainiennes ont repris le contrôle de celles-ci,. Les responsables ukrainiens ont également affirmé avoir repris le contrôle de l'autoroute Kreminna-Svatove, bien que contesté par l'Institut pour l'étude de la guerre, qui affirme que l'autoroute est toujours contrôlée par la Russie à partir du 4 octobre,.
Le 9 octobre, l'Ukraine signale avoir repris sept autres villages du raïon de Svatove : Novoliubivka, Nevske, Grekivka, Novoyehorivka (situés dans la communauté territoriale de Krasnoritchenske), Nadiya, Andriivka et Stelmakhivka (situés dans la communauté territoriale de Kolomyichykha).
Le 24 octobre, l'état-major général des Forces armées ukrainiennes annonce la reprise de quatre localités : Nevske, Miasozharivka, Karmazynivka, dans l'oblast de Louhansk, et Novosadove dans l'oblast de Donetsk. Selon le Washington Post, l'autoroute Kreminna-Svatove passe finalement sous contrôle ukrainien.
En novembre, peu de changements territoriaux ont lieu en raison de la raspoutitsa (période des boues), bien que de féroces batailles fissent rage chaque jour. Une grande partie de la ligne de défense russe dans le nord de l'oblast de Louhansk est dotée de conscrits russes nouvellement mobilisés tout au long du mois de novembre,. Début décembre, les forces ukrainiennes franchissent les lignes russes autour de Chervonopopivka, les combats étant principalement concentrés à l'ouest de l'autoroute R 66 reliant Kreminna et Svatove. Le 18 décembre, une vidéo géolocalisée montre les forces ukrainiennes avançant dans la forêt de Serebryansky au sud de Kreminna.